# Centro Sacharov
Il Centro Sacharov (in russo Сахаровский центр?) era un museo e centro culturale di Mosca dedicato alla protezione dei diritti umani in Russia e alla preservazione dell'eredità dell'eminente fisico e attivista per i diritti umani vincitore del Premio Nobel Andrej Sacharov. È stata fondata dalla "Commissione pubblica per la protezione dell'eredità di Andrej Sacharov", un'organizzazione internazionale non governativa fondata nel 1990 grazie agli sforzi della vedova di Sacharov, Elena Bonnėr, e di altri amici e colleghi di Sacharov.
Nell’agosto 2023 il Centro è stato chiuso da un tribunale russo.

## Storia
Nel 1994, la Commissione pubblica ha aperto gli Archivi Sacharov nell'appartamento di tre stanze dove viveva Andrej Sacharov. Il contenuto dell'archivio è stato donato da Elena Bonnėr e include file donati dal servizio federale di controspionaggio russo.
Nel 1996, la Commissione Sacharov ha aperto il Museo Sacharov e un centro sociale multifunzionale per la pace, il progresso e i diritti umani (rinominato nel 2012 Centro Sacharov). L'edificio principale del museo era un maniero a due piani che ospitava una biblioteca e una mostra permanente dedicata alla storia del movimento dissidente nell'URSS, e alla vita e alle opere di Andrej Sacharov. La mostra è stata progettata da Evgeny Asse.  Nel parco del museo si trova un'installazione ricavata da un pezzo del muro di Berlino.
Il 18 agosto 2023 il Centro Sacharov è stato chiuso da un tribunale russo.